# Otto Schönherr
Otto Schönherr, dal 1917 al 1919 Otto Schönherr von Schönleiten (Sankt Pölten, 7 febbraio 1888 – Ried im Oberinntal, 2 giugno 1954), è stato un generale tedesco della Wehrmacht durante la seconda guerra mondiale.

## Biografia
Otto Schönherr era figlio del maggiore generale Hugo Schönherr, nobilitato nel 1918 col titolo di nobile col predicato von Schönleiten. Dopo aver studiato presso l'Accademia militare Teresiana, Otto Schönherr entrò a far parte dell'esercito austro-ungarico col grado di aspirante ufficiale nel 1909. All'inizio della prima guerra mondiale fu nominato sottotenente e nel 1916 capitano. Dopo la caduta dell'Impero austro-ungarico la famiglia venne colpita dalla legge che stabilì la decadenza di tutti i titoli nel 1919.
Dopo la fine della monarchia, il capitano Schönherr si unì alle forze armate della neonata Repubblica d'Austria, divenendo colonnello dello stato maggiore. Otto Schönherr sposò Maria Koller il 20 novembre 1920 e divenne padre dell'attore Dietmar Schönherr, nato nel 1926. Dal 1922, Otto Schönherr studiò scienze politiche all'Università di Innsbruck.
Dopo l'annessione dell'Austria al Reich tedesco nel 1938 (l'Anschluss), a Schönherr fu consigliato di passare alle forze armate tedesche o di essere disonorevolmente congedato dalle forze armate. Schönherr acconsentì, sebbene si fosse espresso più volte contrario sia all'Anschluss sia al nazionalsocialismo.
Schönherr, a quel tempo già più che cinquantenne, si trasferì con la sua famiglia a Potsdam ed ottenne il comando del 9º reggimento di fanteria della XXIII divisione dal 10 novembre 1938. A Potsdam entrò in contatto con un gruppo di ufficiali che in seguito agirono come cospiratori contro Hitler, tra i quali Henning von Tresckow, di cui era amico personale. Segretamente, Otto Schönherr continuava a coltivare un'opposizione personale al regime, fatto messo in evidenza anche dalle poesie ritrovate poi nella sua abitazione, ma seppe sempre mantenersi lontano dagli ambienti di cospirazione più pericolosi.
Durante la seconda guerra mondiale, ottenne il comando del 178º reggimento di fanteria. Nel 1941 prese parte col suo reggimento alla campagna balcanica e all'attacco all'Unione Sovietica. A metà luglio del 1941 dovette rinunciare ai propri incarichi a causa di un infarto. Promosso maggiore generale il 1º settembre 1941, nell'aprile del 1942 venne nominato comandante della 230ª divisione di fanteria che venne utilizzata per la difesa costiera nella Norvegia occupata. Allo stesso tempo è divenne comandante della fortezza di Stavanger, rinunciando a tali incarichi il 10 ottobre di quello stesso anno, venendo promosso infine al grado di tenente generale.
Rientrato in patria, ottenne il comando della 418ª divisione di stanza a Salisburgo, incarico che mantenne sino alla resa dell'esercito tedesco nel maggio del 1945.
La famiglia tornò in Austria dopo la guerra e si stabilì a Ried im Oberinntal, in Tirolo, paese dal quale proveniva il nonno di Otto Schönherr. Qui il generale morì nel 1954.